# Collegio Ghislieri
Il Collegio Ghislieri, fondato nel 1567 da san Pio V, è un collegio universitario con sede a Pavia, tra i più antichi d'Italia. 
Operante sotto l'Alto Patronato del Presidente della Repubblica Italiana, è legalmente riconosciuto dal Ministero dell'Istruzione, dell'Università e della Ricerca come "ente di alta qualificazione culturale", aderisce dal 1997 alla Conferenza dei Collegi Universitari di Merito e figura tra gli enti fondatori dell'Istituto Universitario di Studi Superiori di Pavia. 
Il palazzo cinquecentesco sede del collegio, situato nel centro storico di Pavia, ospita circa 200 studentesse e studenti tra gli iscritti all'ateneo pavese, selezionati sulla base di un concorso pubblico per titoli ed esami. 
Dal 2021 il rettore del Collegio è Alessandro Maranesi.

## Storia

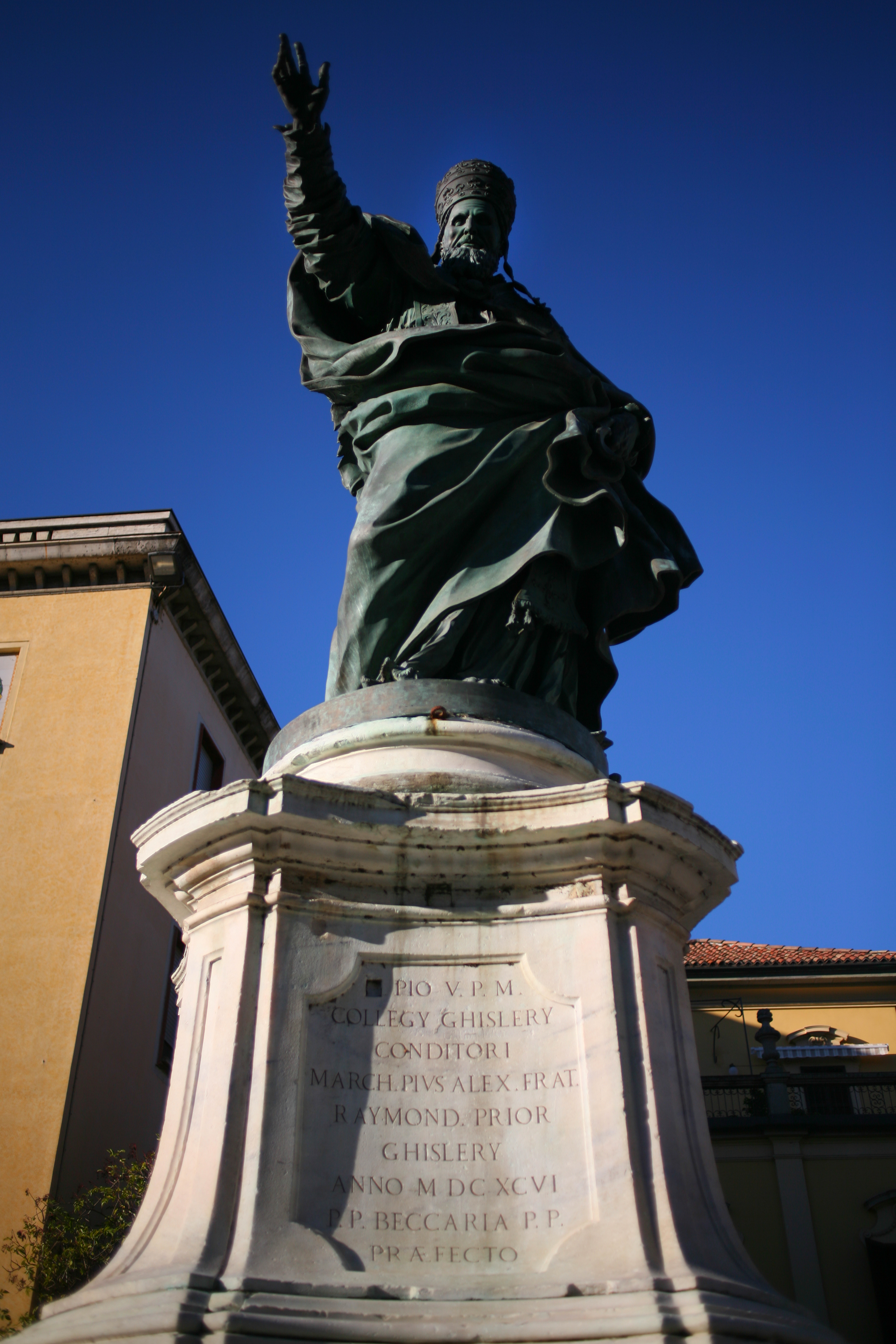
Il monumento a Pio V, situato di fronte al Collegio e inaugurato nel 1692. Statua bronzea opera di Francesco Nuvolone.

Il collegio Ghislieri nasce nel 1567 per iniziativa di papa Pio V Ghislieri, con l'intenzione di promuovere un rinnovamento culturale e morale della società attraverso la formazione di una classe dirigente preparata sul piano sia professionale sia religioso. Il progetto educativo del papa, espresso nel motto “sapientia cum probitate morum coniuncta humanae mentis perfectio”, si rivolge principalmente a giovani meritevoli ma di non agiate condizioni economiche. Tale motto è ancora oggi ripetuto in gran parte delle stanze dove alloggiano gli studenti del Collegio.
Nel 1569 il Papa assicura l'autonomia finanziaria dell'istituzione trasferendole il feudo di Lardirago, fino ad allora appartenuto al monastero di San Pietro in Ciel d'Oro.
Aperto dapprima ai soli chierici, il Collegio acquista carattere pienamente laico a partire dalla metà del Settecento, quando il patronato dell'ente venne assunto direttamente dalla monarchia austriaca, allora regnante in Lombardia e impegnata a dare nuovo impulso all'Università di Pavia.
Nel 1803 il collegio fu requisito dalla repubblica Italiana e trasformato nella Scuola teorico pratica d'artiglieria, che rimase attiva fino al 1814. Con la ripresa del potere da parte degli austriaci, il Collegio (riaperto nel 1818), che nelle intenzioni dei Governanti avrebbe dovuto garantire il controllo dei giovani, alimenta invece l'attivismo politico di molti alunni, divenuti poi figure di primo piano delle Cinque Giornate di Milano.
Nel 1965 si arricchisce di una sezione femminile, intitolata alla fondatrice Sandra Bruni, divenendo il primo collegio misto in Italia..

## Architettura

### Il palazzo

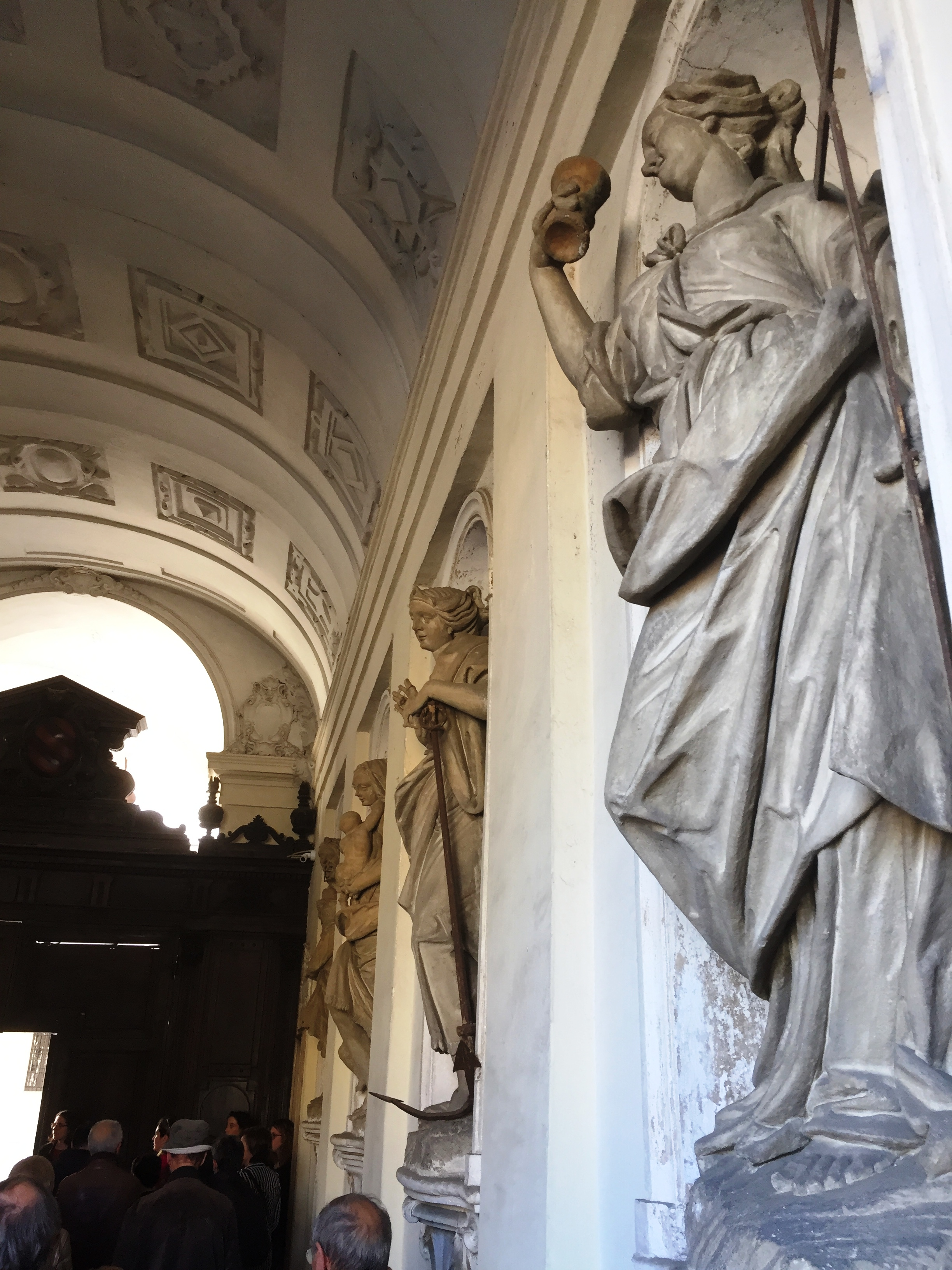
L'ingresso

La costruzione del palazzo destinato ad ospitare il collegio Ghislieri venne intrapresa nel 1571 sotto la direzione di Pellegrino Tibaldi, uno dei più grandi architetti dell'epoca, che ne seguì i lavori fino al 1585, anno in cui fu chiamato in Spagna da Filippo II.

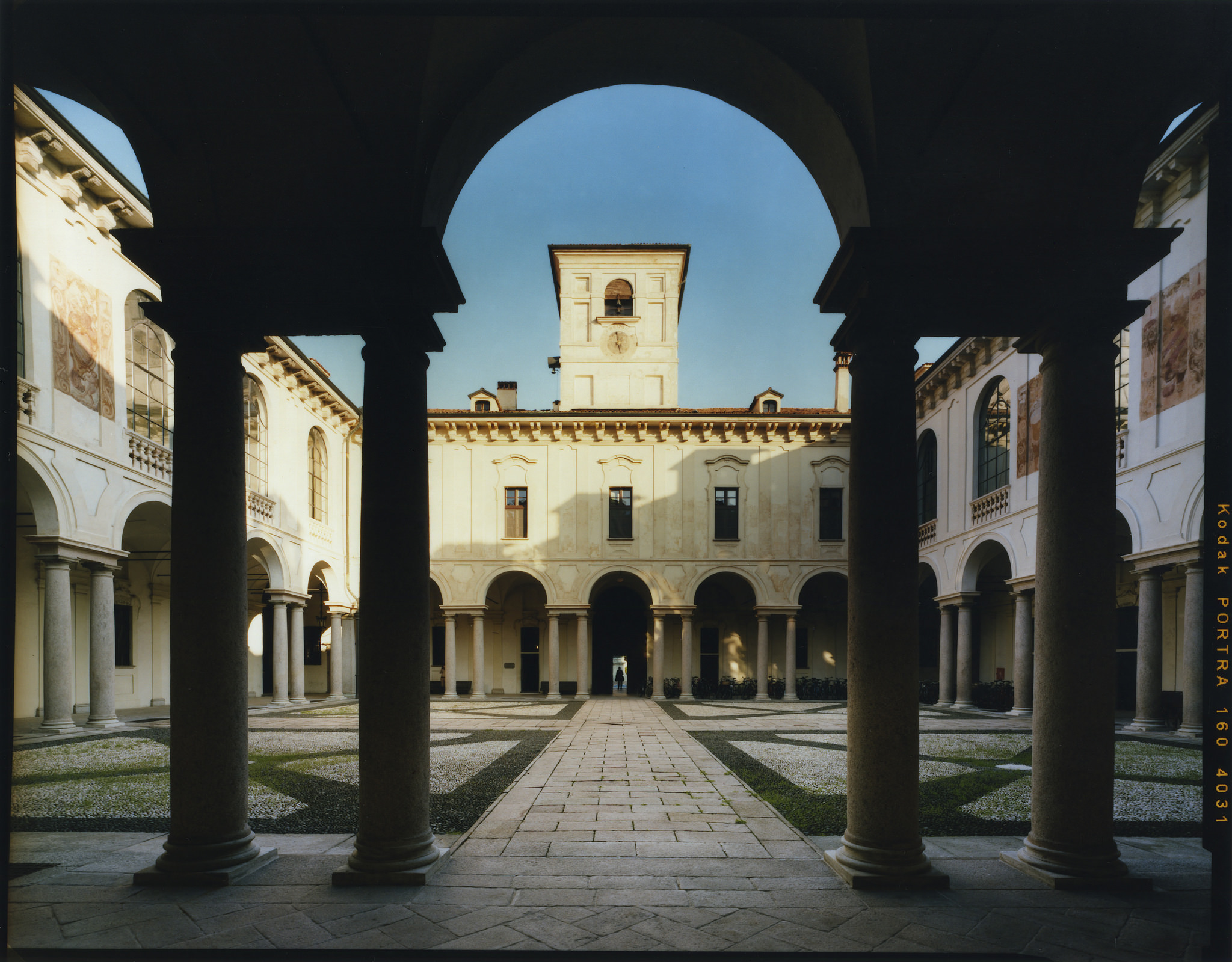
Collegio Ghislieri, cortile

Lo spirito austero della Controriforma pervade tutto l'edificio, a partire dalla severa facciata che presenta quali unici ornamenti il fastoso portale, in sarizzo e macchiavecchia di Arzo, di scuola romana e la torre-lanterna.
Interpretando lo spirito di Papa Pio V, l'architetto progettò un edificio imponente e tuttavia funzionale alla vita comunitaria a cui era destinato. Da tale finalità deriva la centralità del quadriportico, con colonne abbinate, in granito di Baveno, e rafforzate agli angoli da un pilastro, e del grande corridoio del piano nobile, su cui si affacciano le camere degli alunni e che riceve la luce da due grandi logge.
Verso la metà del Settecento l'edificio venne notevolmente ampliato con l'aggiunta di una nuova ala verso Sud, la cosiddetta Crimea. Risale invece agli inizi dell'Ottocento l'edificio neoclassico dell'architetto Pietro Gilardoni, già sede della Scuola Militare istituita da Napoleone e che oggi ospita gli uffici dell'Amministrazione.
Nel 1936, l'ala sud del palazzo del Collegio venne meglio raccordata con la parte monumentale dell'edificio tramite un'ala più piccola (il “Bosforo”), all'interno della quale fu poi realizzata, nell'ultimo dopoguerra, l'Aula Goldoniana, destinata a conferenze e convegni.
Su di un'area attigua, che si affaccia su vicolo sant'Ulderico e su Piazzetta della Rosa, sorsero alla metà degli anni Sessanta le palazzine della sezione femminile intitolata a Sandra Bruni.

### La cappella
La cappella del Collegio fu progettata da Pellegrino Tibaldi e terminata solo agli inizi del Seicento, in seguito all'intervento di un altro celebre architetto del tempo, Alessandro Mollo. L’atrio, attraverso il quale si accede alla cappella, è dedicato a San Pio e conserva numerosi dipinti del XVI secolo e in particolare: I miracoli di San Pio V di Luigi Pellegrini Scaramuccia, San Pio libera l’ossessa di Giovanni Peruzzini e  La visione di Pio V della battagli di Lepanto di Giovanni Battista del Sole.
L'oratorio, a pianta centrale, è sovrastato da una cupola a otto spicchi con lanterna; sull'altare, spicca la pala della Natività, San Gerolamo e Pio V (1620 circa), opera del Moncalvo. Si accede alla cappella attraverso un atrio dedicato a S. Pio, di cui sono celebrati i miracoli in dipinti secenteschi.

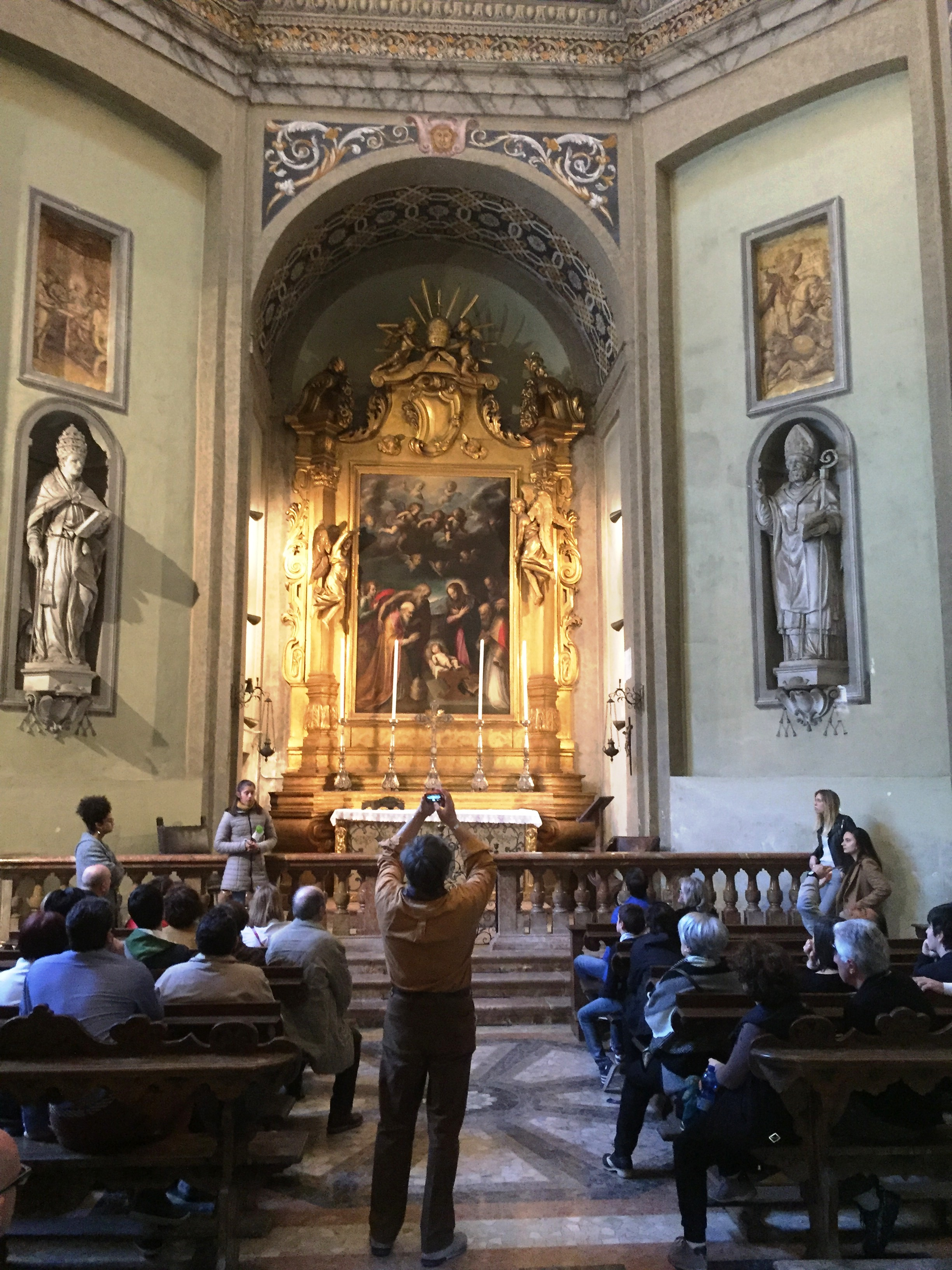
La cappella del Collegio Ghislieri

La gloria del fondatore è celebrata, in Collegio, da numerosi ritratti (tra i quali il ritratto di papa Pio V di Scipione Pulzone, custodito presso i locali dell'Amministrazione del Collegio e l'appartamento del Rettore) e da opere scultoree. Fra queste ultime si segnala la statua bronzea firmata da Francesco Nuvoloni e datata al 1692 che si staglia al centro di Piazza Ghislieri: l'opera, fusa a Roma da Francesco Ferreri, è annoverabile tra i capolavori della scultura del periodo e riprende per intensità di tono ed energia la grandiosità di Bernini, di cui Nuvoloni, originario del Canton Ticino, aveva fatta propria la maniera.

### Il castello di Lardirago
Nel 1569 Papa Pio V dispose l'attribuzione al collegio del feudo di Lardirago, con il suo castello altomedievale, e del feudo di Gerenzago, già proprietà del monastro di San Pietro in Ciel d'Oro: venivano così garantite le rendite necessarie ad assolvere ai compiti istituzionali del Ghislieri, e un'autonomia di gestione che non è mai venuta meno nei secoli.
Il castello di Lardirago, nato nel XII e XIII secolo come struttura difensiva, divenne residenza signorile in epoca visconteo-sforzesca. Frutto di successive fasi edilizie, assunse l'attuale assetto nel Trecento a partire dall'originario nucleo romanico della cappella.
Il collegio Ghislieri ha promosso e finanziato il restauro del castello come sede di molteplici attività culturali: congressi e convegni, corsi di specializzazione e di aggiornamento, seminari scientifici e mostre.

### La biblioteca
Le bolle costitutive emanate da Pio V non prevedevano l'esistenza di una biblioteca, anche se in Collegio esistevano libri di proprietà dell'ente, sia fatti acquistare direttamente dal papa fondatore, sia incamerati quando fu soppressa la mensa abbaziale di San Pietro in Ciel d'Oro. Sono opere per lo più di contenuto religioso e filosofico o di teologia, ma non mancano alcuni incunaboli molto preziosi, tra i quali l'Hypnerotomachia Poliphili.
A questo nucleo originario dovrebbero risalire le opere più antiche a tutt'oggi custodite in Biblioteca, anche se esso andò in parte disperso nel XVIII secolo quando, per volontà di Maria Teresa d'Austria, la “libreria” del Collegio venne prima spostata a Palazzo Malaspina (1771) e poi accorpata a quella universitaria e lì trasferita.
Dopo il trasferimento del materiale librario dal Ghislieri all'Università, all'abate Gregorio Fontana, professore di Matematica presso l'ateneo pavese, e dopo di lui ai vari direttori spirituali venne dato l'incarico di ricostituire una biblioteca interna al convitto, con somme stanziate nel bilancio del Ghislieri.
Un canale privilegiato di accesso fu quello seguito dalle opere di proprietà della soppressa Compagnia di Gesù e in particolare della biblioteca braidense.
Ma la monarchia austriaca, che nella metà del Settecento aveva assunto il controllo del Collegio facendo mostra di notevole apertura nei confronti della cultura europea in ogni ramo, durante l'età della Restaurazione impose alla biblioteca la propria censura, diffidando delle idee entrate nel circuito culturale della Rivoluzione francese. Tale situazione cessò soltanto con l'unità d'Italia, che permise alla biblioteca di continuare ad arricchirsi di opere volte ad approfondire gli argomenti dei corsi universitari, ma anche di cultura generale.
Tra i canali privilegiati di arricchimento del materiale librario ci furono le acquisizioni tramite lasciti o donazioni, tra le quali spiccano per consistenza quelle di Pietro Ciapessoni, rettore del Collegio e illustre storico del Diritto romano, e di Alessandro Pellegrini, germanista e studioso di lingue e culture europee.
La biblioteca custodisce oggi circa 130.000 volumi: accanto ai libri di testo liberamente per studenti, trovano posto non solo opere di narrativa e saggistica, ma anche enciclopedie, repertori e strumenti bibliografici per ogni area del sapere.

### L'Aula Magna

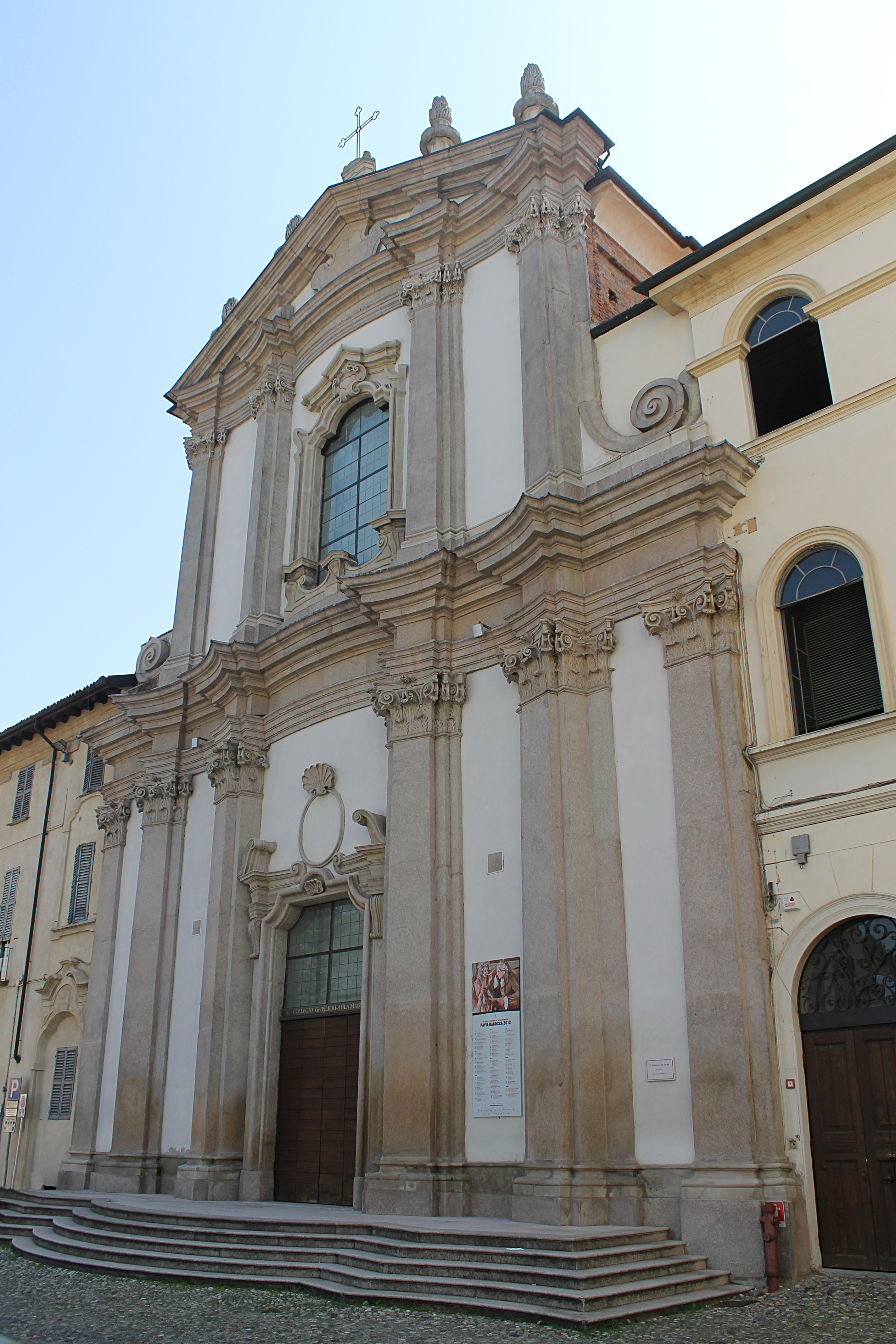
La ex chiesa di San Francesco da Paola, ora aula Magna del Collegio Ghislieri

L'Aula Magna del collegio è stata ricavata nella chiesa di San Francesco di Paola, la cui elegante facciata chiude a oriente piazza Ghislieri. Essa venne edificata negli anni Trenta del Settecento, su disegno di Giovanni Antonio Veneroni.
Sconsacrata alla fine del XVIII secolo, durante il governo napoleonico, quando il Collegio divenne Accademia militare, la chiesa fu utilizzata come deposito d'armi. Passata poi al comune di Pavia, fu ristrutturata, su progetto di Giovanni Battista Vergani, per ospitare la Scuola Civica di Pittura e il primo nucleo del Museo Archeologico.
Data la necessità di spazi più ampi per le proprie iniziative culturali, il Collegio ha ottenuto dal Comune di Pavia di disporre in comodato d'uso dell'immobile per 99 anni, provvedendo in cambio al suo restauro. I lavori, che hanno consentito di recuperare le dimensioni architettoniche originali e l'eleganza dell'intero edificio, si sono svolti dal 1997 al 2001.
L'Aula Magna, inaugurata in occasione del raduno annuale di San Pio del 2002, può accogliere fino a 350 persone, e ospita incontri con personalità istituzionali, conferenze e lezioni magistrali, spettacoli teatrali e musicali. Tra questi ultimi, ricordiamo in particolare la stagione artistica di Ghislierimusica.

## Rettori
Elenco cronologico dei rettori:
- Jacopo Filippo Sormani (1570-1576)
- Tommaso Cardano (1576-1580)
- Giorgio Pagliari (1580-1612)
- Annibale Muccagatta (1613-1625)
- Lorenzo Franchi (1625-1628)
- Giovanni Antonio Bottazzi (1628-1649)
- Agostino Signori (1649-1669)
- Giovanni Ottobelli (1669-1673)
- Francesco Annibaldi (1673-1677)
- Stefano Novelli (1677-1681)
- Francesco Annibaldi (1681-1687)
- Pier Paolo Beccaria (1687-1717)
- Jacopo Bernerio (1717-1725)
- Giuseppe Scarabelli (1725-1735)
- Antonio Conti (1735-1740)
- Giuseppe Landolfi (1740-1748)
- Baldassarre Beccaria (1748-1756)
- Carlo Menagliotti (1756-1785)
- Giuseppe Ramponi (1785-1791)
- Paolo Tosi (1791-1796)
- Giovanni Rasori (1796-1798)
- Costantino Gianorini (1798-1799)
- Pietro Tamburini (1803-1805)
- Paolo Tosi (1818-1820)
- Carlo Bellardi-Granelli (1820-1825)
- Gaetano Modena (1829-1832)
- Domenico Samuelli (1832-1843)
- Antonio Leonardi (1843-1860)
- Vincenzo Muffone (1860-1876)
- Domenico Carbone (1876-1879)
- Luigi Bertagnoni (1879-1885)
- Zannino Volta (1888-1889)
- Celestino Peraglio (1889-1890)
- Luigi Concornotti (1890-1896)
- Luigi Friso (1896-1913)
- Pietro Ciapessoni (1913-1943)
- Teresio Olivelli (1943-1945)
- Aurelio Bernardi (1945-1979)
- Andrea Belvedere (1979-2021)
- Alessandro Maranesi (dal 2021)

## Ca' della Paglia
Il Ghislieri sul finire degli anni Ottanta ha iniziato la costruzione di una nuova e moderna struttura a Pavia chiamata Ca' della Paglia, che viene inaugurata nel 1999, su un terreno acquisito verso la metà degli anni Settanta per volere della fondatrice della sezione femminile, Sandra Bruni Mattei. In un primo momento Ca' della Paglia viene destinata ad accogliere giovani laureati, inclusi gli stranieri, per lo più impegnati in programmi di ricerca o iscritti a Scuole di Specializzazione e Master. 
La Fondazione Ghislieri ha quindi trasformato questa struttura in un collegio di merito, il primo in Italia specificamente pensato per studenti e giovani ricercatori del terzo ciclo di studi accademici (l'ottavo nella classificazione ISCED). Il Collegio Ca’ della Paglia è perciò aperto primariamente a dottorandi di ricerca, specializzandi, studenti di master e internazionali. A differenza degli altri collegi di merito ha quindi come principale obiettivo quello di fornire formazione e servizi ad alunni che sono già laureati, avviati alla carriera accademica o professionisti in training. Offre inoltre ospitalità e attività formative agli studenti provenienti da Università estere che studino a Pavia per periodi più o meno lunghi.

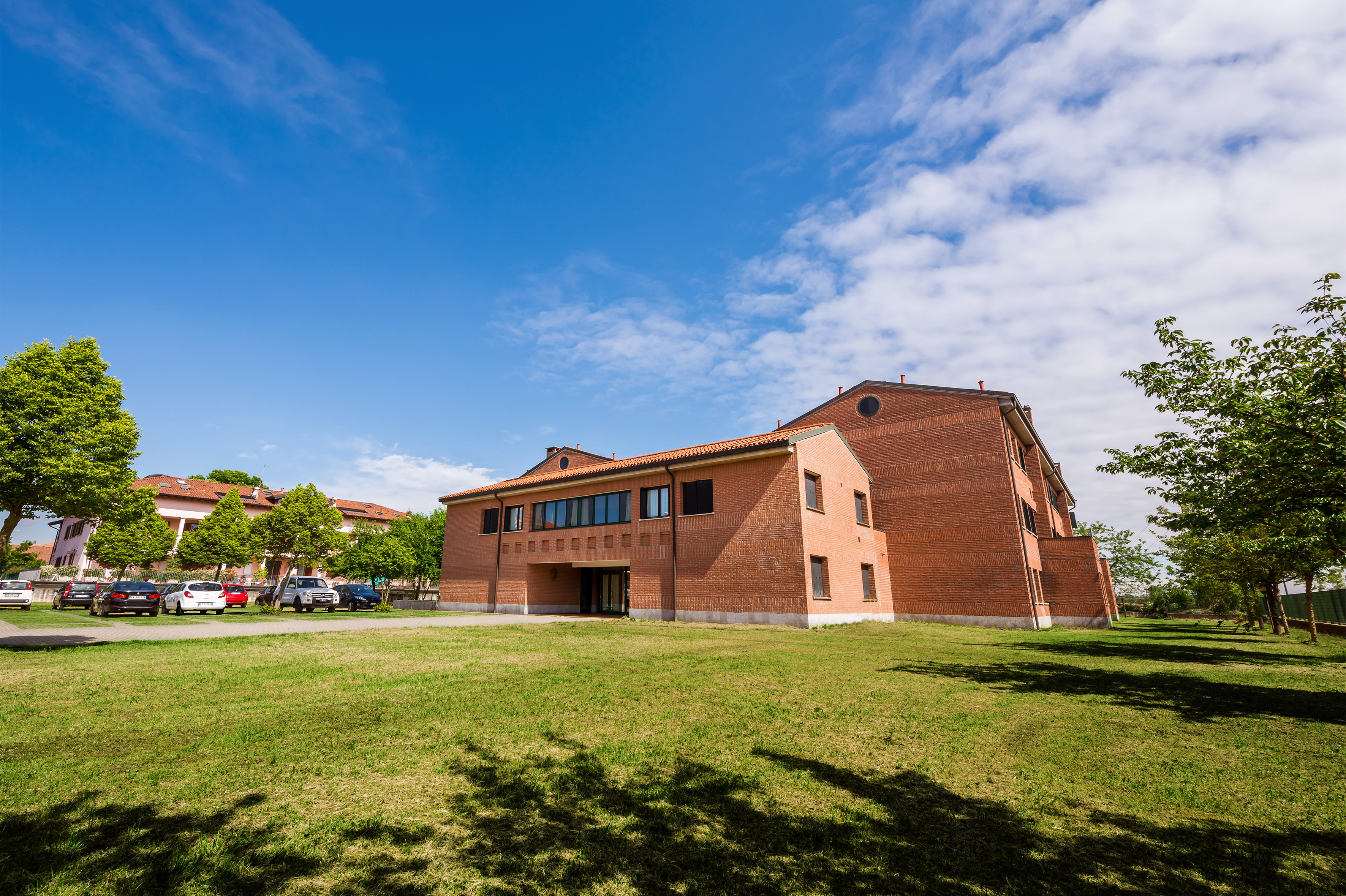
L'esterno del Collegio Ca' della Paglia di Pavia

Come il Ghislieri, anche Ca’ della Paglia seleziona i suoi alunni attraverso un concorso pubblico, che è aperto a tutti i dottorandi, agli iscritti a Scuole di Specializzazione e Master dell’Università di Pavia e della Istituto Universitario di Studi Superiori (IUSS) e a studenti stranieri. Nell'ottica di favorire il merito sostiene inoltre, grazie alle borse di studio finanziate dal Centro per la Ricerca e la Didattica Universitaria della Fondazione Ghislieri, la permanenza completamente gratuita per molti di essi.

## Attività musicale
L'attività musicale del collegio Ghislieri è gestita dal 2006 da Ghislierimusica.
Sue principali iniziative sono:
- un'attività di produzione legata al gruppo vocale e strumentale Ghislieri Choir & Consort
- una azione di promozione della musica presso i giovani tramite il Coro Universitario del Collegio Ghislieri;
- un programma di inserimento professionale di giovani artisti dell'Unione Europea in partenariato con altri poli culturali europei progetto emerging;
- l'organizzazione di iniziative musicali sul territorio, con riferimento a Pavia Barocca, rassegna internazionale di musica antica.

## Ammissione
Al collegio si accede tramite concorso, costituito da prove scritte e orali su materie relative al corso di laurea che si intende frequentate. Per partecipare è necessario aver conseguito una votazione di almeno 80/100 all'Esame di Stato. La commissione giudicatrice è composta da professori universitari ed è nominata e presieduta dal rettore dell'Università di Pavia.
A seconda del reddito familiare, i posti sono attribuiti a titolo gratuito oppure dietro parziale rimborso delle spese di mantenimento e l'ammissione consente l'accesso ai Corsi Ordinari della Scuola Universitaria Superiore (IUSS) secondo le norme del relativo bando di concorso. 

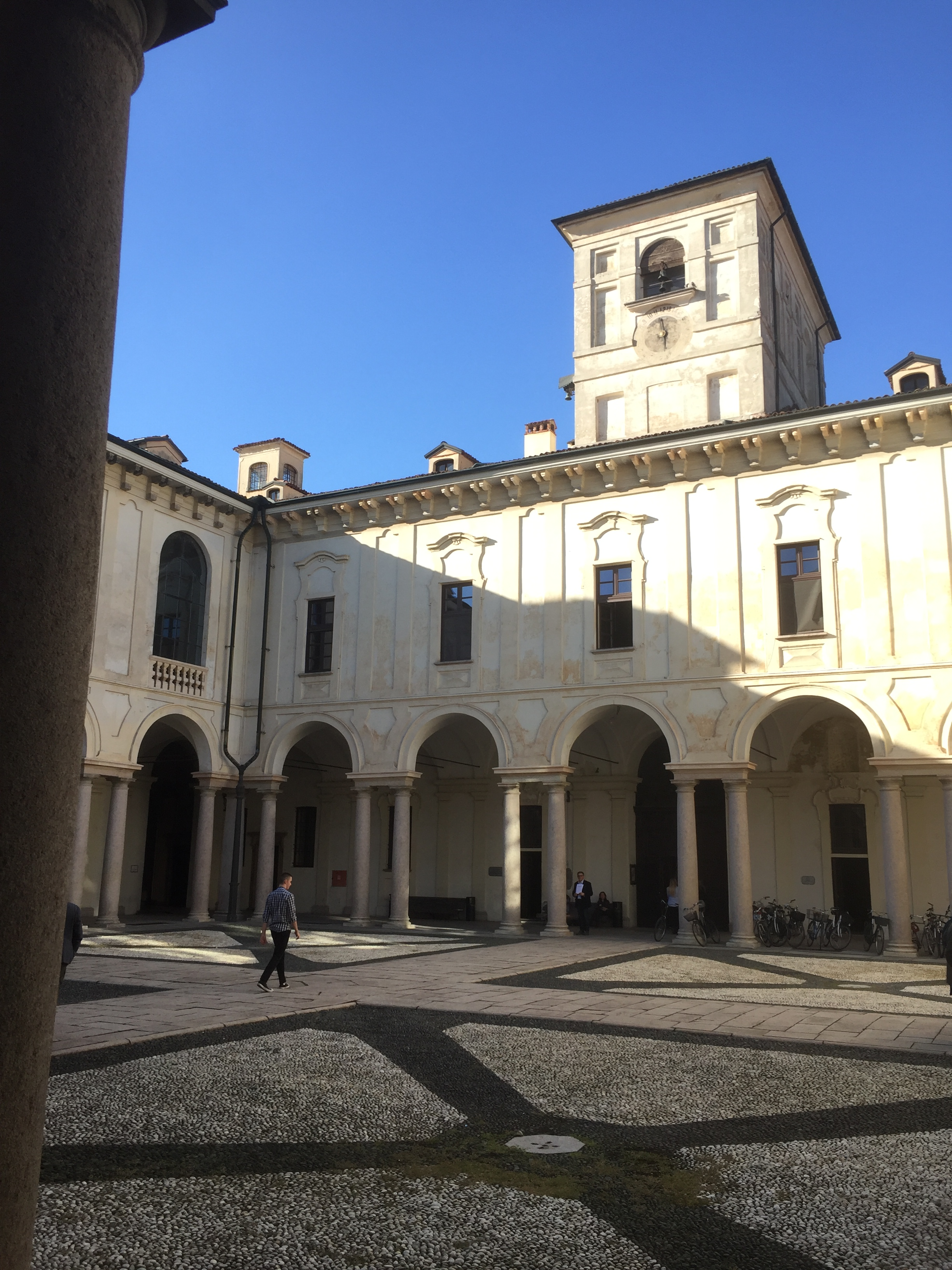
il cortile
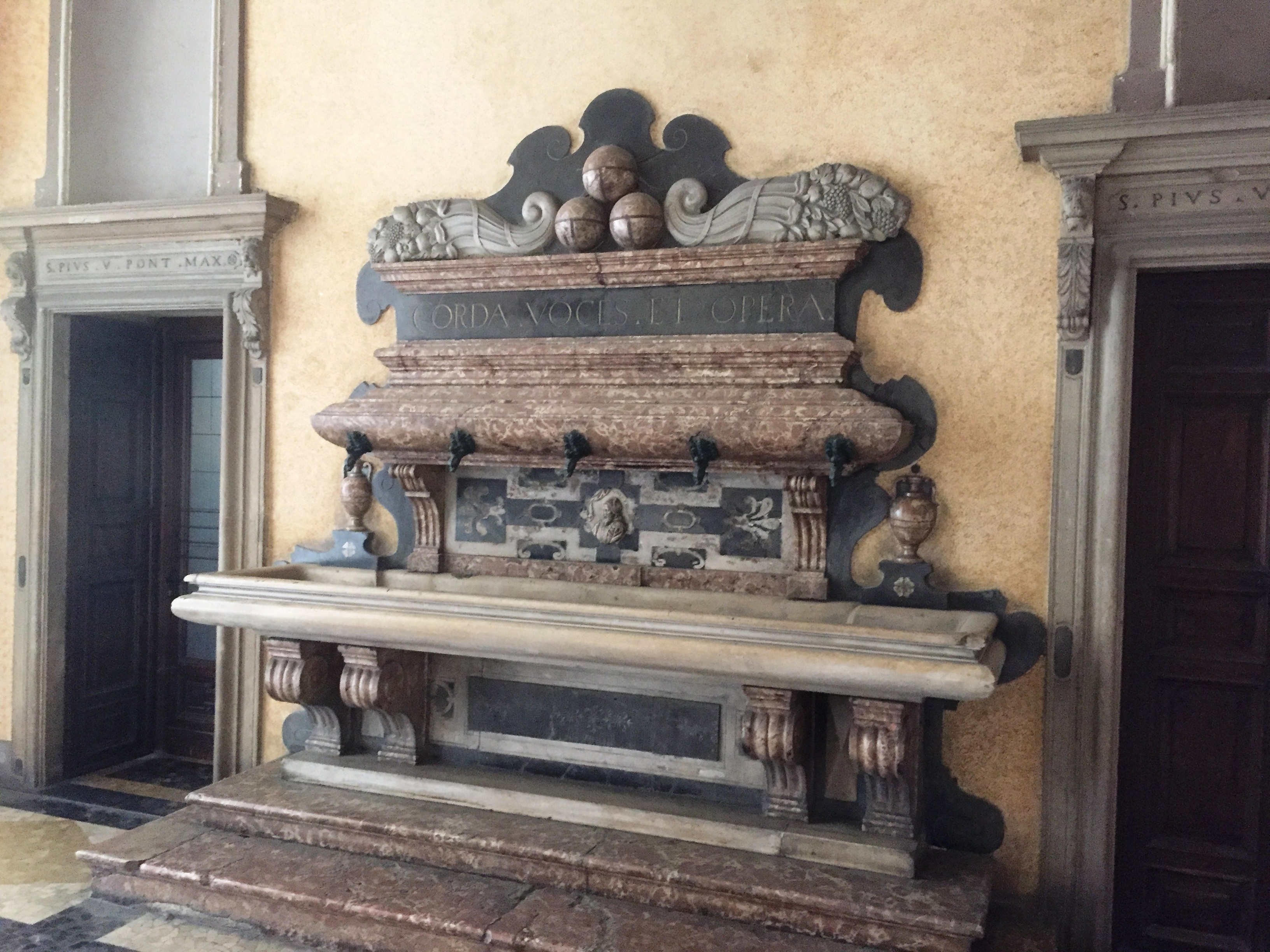
lavabo
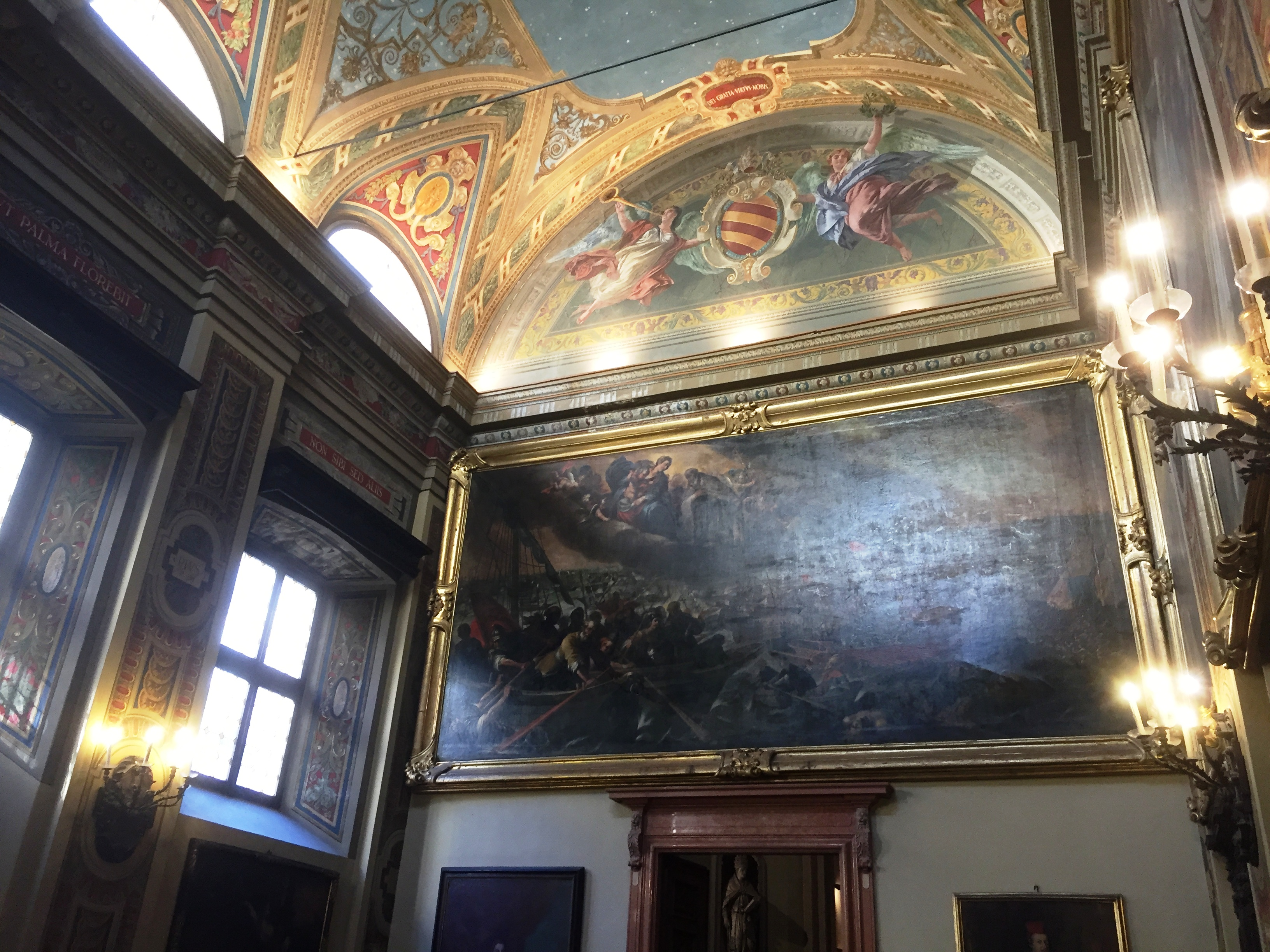
sale interne
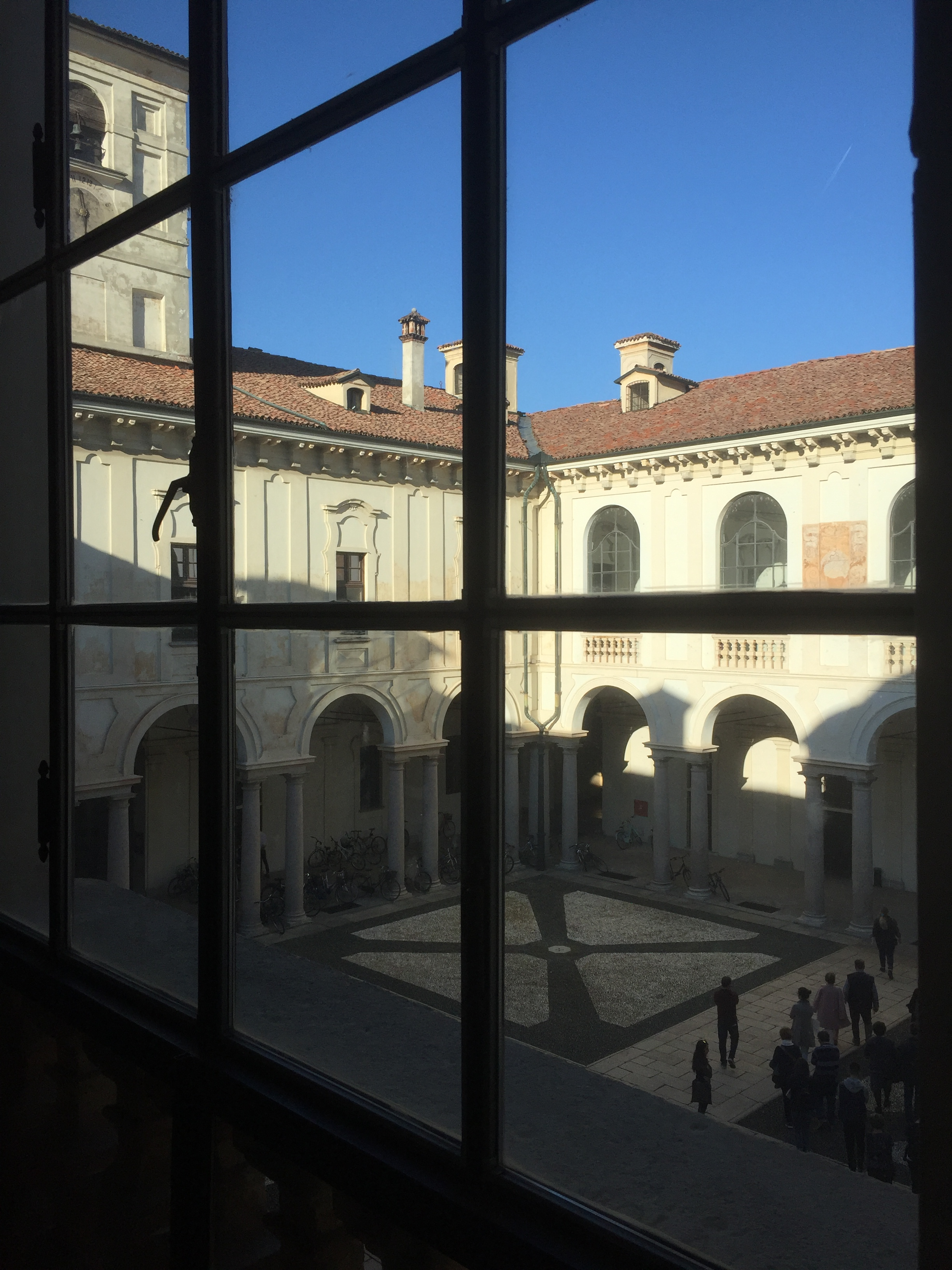
il cortile
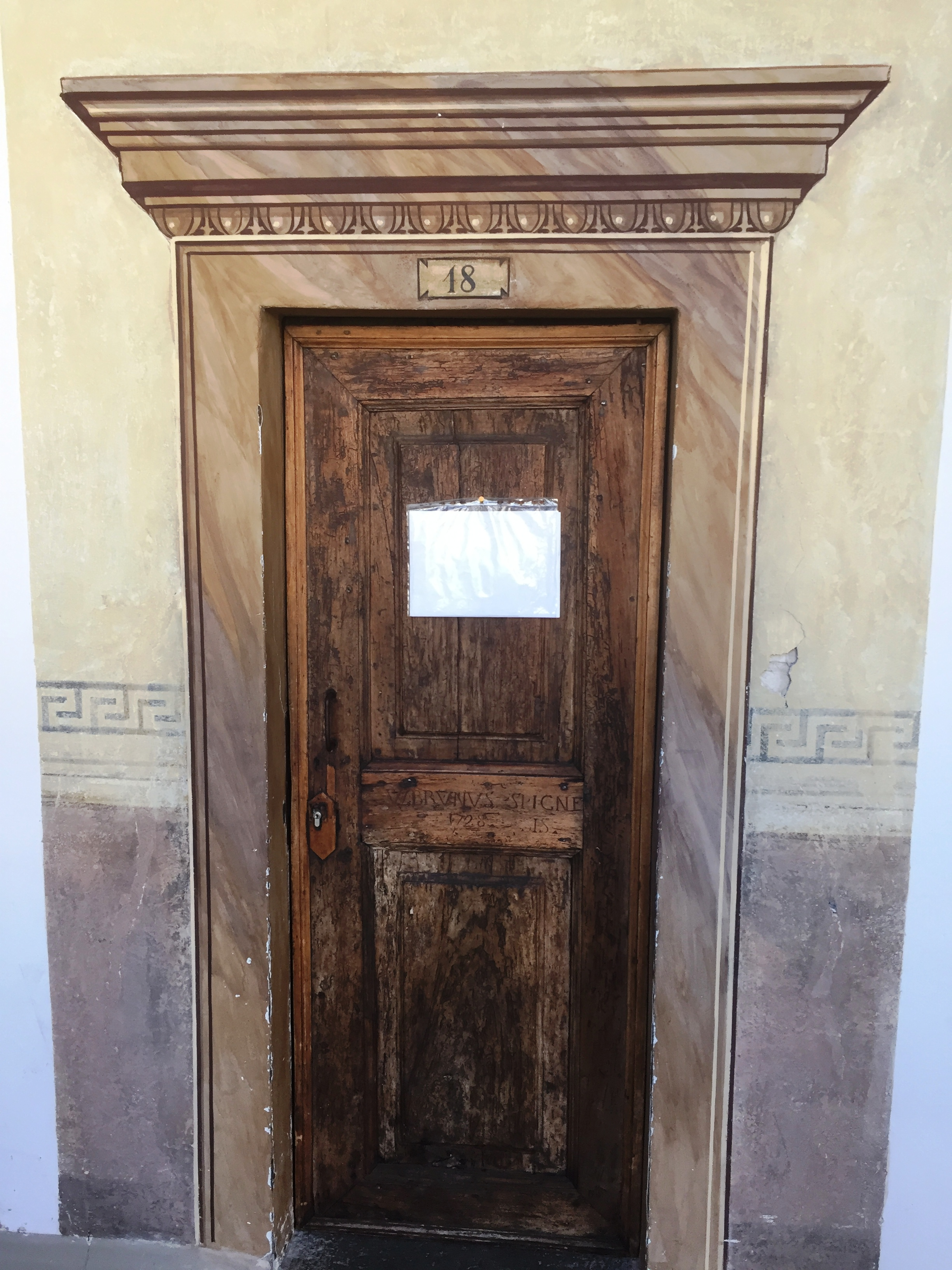
una delle camere degli studenti
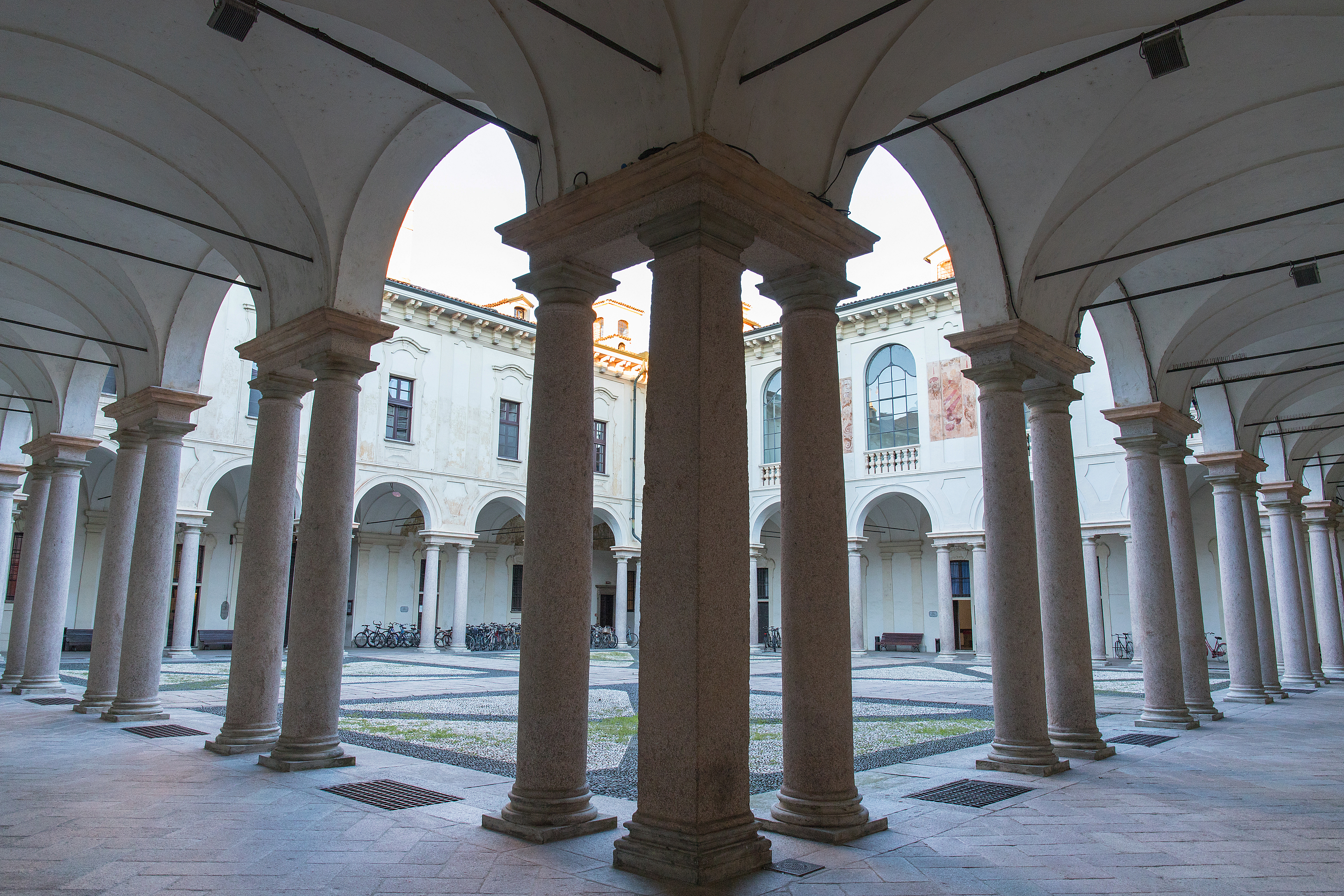
Il cortile principale